# Dobrzyca Mała
Dobrzyca Mała (niem. Döberitz) – opuszczona osada w Polsce położona w województwie zachodniopomorskim, w powiecie drawskim, w gminie Czaplinek. W latach 1975–1998 miejscowość administracyjnie należała do województwa koszalińskiego. Miejscowość wchodzi w skład sołectwa Broczyno.
Osada leży ok. 3,5 km na wschód od Broczyna, ok. 500 m na wschód od rzeki Dobrzycy, ok. 1,5 km na zachód od jeziora Szepc. Ok. 0,5 km na południowy wschód znajduje się wzniesienie Dębogóra.